# 総合格闘家
総合格闘家（そうごうかくとうか、英: Mixed Martial Artist、略称: MMA）とは、総合格闘技を行う選手（競技者）のこと。

## 競技スタイル
総合格闘家には様々なバックボーンとなる格闘技の経験者が存在するが、大まかに、パンチやキック等、打撃を得意として打撃中心の戦い方をするストライカー、および相手と組んでからの投げ技・絞め技・関節技を主体として戦うグラップラーの2つのタイプに分類される。近年では、打・投・極全てに優れたトータルファイター型の選手も多数見られる。